# Љубавна прича (роман из 1986)
Љубавна прича је роман српског филмског режисера и сценаристе Пурише Ђорђевића. Kњига је објављена 1986. године у оквиру 70. броја часописа Градац, а радња романа се дешава 1983. Роман проповеда о трагикомичној судбини једног чиновника СФРЈ који признаје своју хомосексуалност надређенима.

## Радња романа
Средишњи лик романа је узорни комуниста, дипломата и обавештајац Марко, који гаји склоност ка мушкарцима. Забринут да може да буде доведен у ситуацију да буде уцењен због своје сексуалне оријентације, те да невољно изда своју земљу – нечувено одбија да иде за Вашингтон где је добио посао саветника у амбасади. Избачен из партије, из министарства, из главног града и из кревета своје користољубиве љубавне везе – државна безбедност га прекомандује у сеоску школу. Kао учитељ, упознаје ученике и њихову чудну народну поезију, настране пастире, али и авангардне сеоске девојке које се баве концептуалном уметношћу.

## Пријем романа у књижевној критици
Kњигу објављену 1986. критика је оценила као дело осредњег квалитета. Теофил Панчић у недељнику „Време” описује Пуришино приповедање као дивље, асоцијативно, заиграно, у коме се не мари много за тзв. психолошку уверљивост, а обрате произвољне као у каквом Б филму. Књигу, у свој несавршености, види као артефакт времена које се удаљава, а да га нисмо разумели. Сматра је интегралним делом једног значајног уметничког опуса, вредног нових читања.

## Позоришна престава
По узору на роман, на сцену је постављена и представа „Љубавна прича” у режији Љубише Ристића. Премијера је изведена у позоришту КПГТ, а радња представе је измештена у Југославију шездесетих. Представу карактерише честа синхронизованост више гласова, смењивање песама различитог типа, набрајање филмова снимљених шездесетих, као и разголићеност неколико глумаца.